# Werner T. Schaurte
Werner Theodor Schaurte (* 22. Mai 1893 in Düsseldorf; † 25. Juni 1978 in Neuss) war ein deutscher Ingenieur und Unternehmer.

## Leben
Sein Vater Christian Schaurte († 1916) stammte aus dem Sauerland und trat 1876 als Mitinhaber in die zwei Jahre zuvor von dem Kölner Unternehmer Georg Bauer (1850–1906) gegründete Rheinische Schrauben- und Mutternfabrik in Neuss ein, die sich von nun an Bauer & Schaurte nannte. Gleich nach dem Abitur am Realgymnasium in Düsseldorf ging Werner Schaurte 1911 nach Amerika, wo er bis 1914 ein Ingenieurstudium am Massachusetts Institute of Technology in Cambridge (USA) absolvierte. Er nahm am Ersten Weltkrieg teil und kämpfte Ende November 1914 in der Schlacht bei Brzeziny in Russisch-Polen, wofür er mit dem Eisernen Kreuz und dem Oldenburger Verdienstkreuz II. Klasse ausgezeichnet wurde.
Nach dem Tod des Vaters übernahm er am 17. Januar 1917 die Schraubenfabrik Bauer & Schaurte und heiratete noch im selben Jahr. 1919 zog das Ehepaar Schaurte auf die Lauvenburg, wo sie das von Schaurtes Vater begründete Traber-Gestüt weiterführten. Im selben Jahr gehörte Schaurte zu den Mitgründern des Rheinischen Arbeitgeberverbands. In seiner Fabrik gründete er im April 1933 einen nationalsozialistischen Werksturm, der kurz darauf der SA angeschlossen wurde, was noch im selben Jahr zu seinem Ausschluss führte. Dennoch verkehrte er mit NS-Größen wie Albert Speer und Hermann Göring, der ihn auf seine Yacht einlud.
Im Sommer 1939 reiste er über New York nach Kanada und begab sich dort mit Lothar Graf von Hoensbroech auf eine Jagdexpedition. Mit Kriegsbeginn wurden beide, vermutlich auf Bitten Großbritanniens, von einem kanadischen Gericht festgesetzt und interniert. Kurz vor Weihnachten 1940 wurden sie von Kanada in das britische Internierungslager auf der Isle of Man verlegt. Im Frühjahr 1942 kehrte Schaurte im Rahmen eines unter Mitwirkung seiner Ehefrau vermittelten Austauschs gegen einen gefangenen britischen General nach Deutschland zurück und übernahm die Leitung seiner Betriebe, die während des Zweiten Weltkriegs auch Zwangsarbeiter beschäftigten, wieder selbst.
1946 wurde er von der britischen Militärregierung als Betriebsführer eines Rüstungsbetriebs zunächst in die Kategorie „M“ eingestuft und dementsprechend zwangsweise entlassen. In einem von Kontroversen zwischen arbeitgebernahen und arbeitnehmernahen Vertretern und auch parteipolitischen Gegensätzen geprägten, auch in der Öffentlichkeit verfolgten und von der Militärregierung intensiv beobachteten Verfahren wurde er nach widerstreitenden Entscheidungen unterschiedlicher Ausschüsse und Verhandlungen vor mehreren Entnazifizierungskommissionen, zunächst in Düsseldorf und später in Neuss, im Berufungsverfahren 1948 zuletzt in die Kategorie IV („Mitläufer“) eingestuft, sodass er in die Geschäftsführung seiner Unternehmen zurückkehren konnte.
Er war Mitglied des Deutschen Herrenklubs und gehörte von 1931 bis 1936 dem Rotary Club Neuss an. Die Technische Hochschule Darmstadt verlieh Schaurte 1933 die Ehrendoktorwürde. Er gehörte auch dem Verein Deutscher Ingenieure (VDI) an. Nach dem Zweiten Weltkrieg war er der erste Präsident und später Ehrenpräsident des Deutschen Reiter- und Fahrer-Verbands. Zuletzt machte er sich durch wissenschaftliche Forschungen über das afrikanische Nashorn einen Namen; er war Mitglied im Board of the International Trustees des World Wildlife Fund und Chairman der Rhinoceros Group Survival Service Commission der International Union for Conservation of Nature and Natural Resources.

## Familie
Aufgrund eines Urgroßvaters, der um 1800 aus dem Judentum zum Christentum konvertiert war, wurde er während der NS-Zeit als sogenannter „Achteljude“ betrachtet und damit auch unter Druck gesetzt.
Im November 1917 heiratete er Charlotte Luise Staudt (1893–1972), die jüngste Tochter der deutsch-argentinischen Geschäftsfrau und Kaiserfreundin Konsul Elisabeth Staudt (1861–1948). Der Sohn Christian W. Schaurte (* 1918) war auch im Unternehmen Bauer & Schaurte tätig und wurde von Schaurte nach 1948 zu seinem Nachfolger aufgebaut. Seine Schwiegertochter war die Dressurreiterin Anneliese Küppers.